# 陳頎
陳頎（15世紀—15世紀），字永之，南直隸蘇州府長洲縣人，明朝政治人物。

## 生平
陳頎是景泰元年（1450年）庚午科應天鄉試舉人，二年（1451年）辛未科會試中副榜，授湖州訓導，因母親去世改任荊州訓導，又因祖母喪改任陽武訓導，五十五歲致仕。他操行高尚，不隨流俗，博學擅長古文，其文章辭彙富麗，議論必有根據，而為訓導不立教條，而學生多受感化；在湖州發現奇石，有人建議他當作玩物，他回答：「這並非我家物件。」棄而不取，於荊州任職期間，知府錢昕知道他貧窮，贈送他一匹官馬，次日他就歸還馬匹，說：「我接受就不再廉潔，亦損毀你聲譽。」
陳頎年少通曉醫術，老年後亦以此自給自足，又曾按朝廷采輯補缺成府志，書成後藏在學宮，另著有《味芝集》。

## 引用
1. 1 2  乾隆《長洲縣志·卷二十三·人物二》：陳頎，字永之，景泰元年領鄉薦，明年以乙榜授湖州府學訓導。內艱改荊州，祖母喪改陽武，年五十五致仕。清修介特，博學工古文，其文典贍有法，好論議而必根於理，在湖州發地得奇石，或勸載歸，曰：「此非吾家物也。」棄不取；在荊州錢太守公知其貧，贈一官馬，他日納還之，曰：「受則傷廉，亦為公污。」著有《味芝集》。
2. ↑  民國《江蘇省通志稿·人物志·第七十七卷·文苑四》：陳頎，字永之，長洲人。景泰元年領鄉薦。明年，以乙榜授湖州府學訓導。內艱。改荊州。又以祖母喪，改陽武。年五十五，乞致仕。頎博學工古文，而清修介特。其為師，不立教條，而人多感化之。湖州發地得奇石，或謂可載歸為玩，頎曰：此固非吾家物也。棄不取。在荊州，太守錢公，故人也，知其貧，贈一官馬。他日，納還之，曰：受則傷廉，亦為公污。少通醫，及老，亦資以自給。
3. ↑  同治《湖州府志·卷六十二·名宦錄》：陳頎，字永之，長洲人，景泰元年舉人，授湖州訓導，清修介特，其為師不立教條，而人多感化之。湖州發地得奇石，或謂可載歸為翫，頎曰：「此固非吾家物也，棄不取。」頎博學工古文 吳寬家藏集，陳頎墓志 ，嘗輯府志，因朝廷采輯，迺取談鑰志正訛補缺以成編，書成藏之學宮。 彭華《湖州府志序》